# Microhistoria

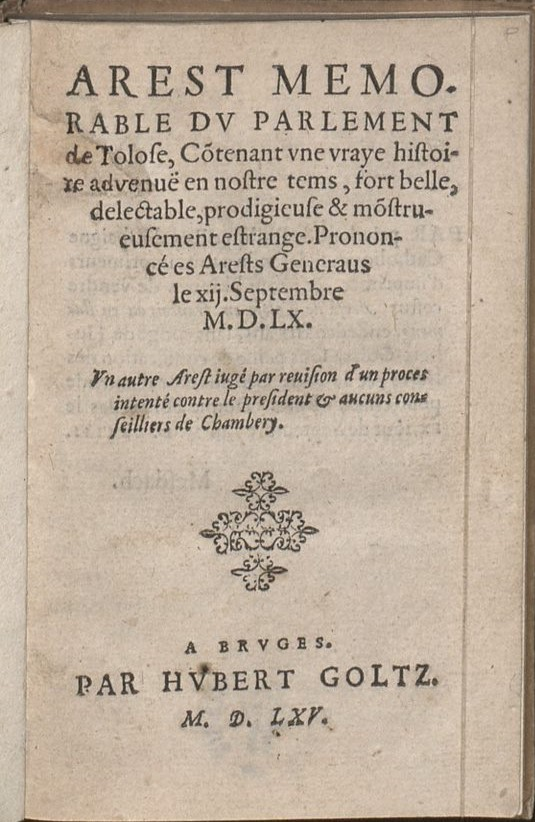
Una edición del relato de 1560 sobre el juicio del impostor francés Martin Guerre, que serviría como tema para la histórica obra de Natalie Zemon Davis El regreso de Martin Guerre (1982)

La microhistoria es una rama de la historia social de desarrollo reciente que analiza cualquier clase de acontecimiento, personajes u otros fenómenos del pasado que en cualquier otro tratamiento de las fuentes pasarían inadvertidos. La razón por la que llaman el interés del historiador puede ser muy diversa: puede ser lo raro pero también lo cotidiano. En todo caso, demuestra tener posibilidades interpretativas desusadas cuando el historiador introduce la llamada reducción de escala o el examen con lupa del pasado, que constituye el instrumento innovador. La microhistoria es la historia general, pero analizada partiendo de un acontecimiento, un documento o un personaje específico. Haciendo una analogía, «es como si se utilizara un microscopio; se modifica la escala de observación para ver cosas que, en una visión general, no se perciben».

## Surgimiento de la microhistoria
Desde mucho antes que surgiera el término hubo reflexiones teóricas sobre la necesidad de una historia más cercana a la cotidianidad (por ejemplo, el concepto de intrahistoria de Miguel de Unamuno), pero no es hasta finales del siglo XX en que, influenciada por la metodología de la historia social renovada por E. P. Thompson, la microhistoria propone aparcar el estudio de las clases sociales para interesarse por los individuos. Siguiendo el destino particular de uno de ellos, se aclaran las características del mundo que le rodea. Esta perspectiva suele acudir a la colaboración de otras ciencias sociales, como la antropología (influencia de Thompson y Clifford Geertz) y la sociología. La historia local también suele ser una disciplina con puntos de contacto con la microhistoria.
Sus impulsores más destacados son los historiadores próximos a la revista italiana Quaderni Storici: Giovanni Levi (cuya aportación ha sido calificada de microhistoria social), Carlo Ginzburg (que ha aportado la microhistoria cultural), Carlo María Cipolla (con estudios de mucha mayor escala, como Cañones y Velas), entre otros. También pueden encontrarse tratamientos precedentes fuera de Italia, como el citado Geertz, Georges Duby (El Domingo de Bouvines), Emmanuel Le Roy Ladurie (Montaillou, aldea occitana de 1294 a 1324), Natalie Zemon Davis (El regreso de Martín Guerre), Robert Darnton (La gran matanza de gatos y otros episodios en la historia de la cultura francesa), etc.
La microhistoria se presta muy bien a la reflexión metodológica, como hacen Edoardo Grendi (Microanalisi e storia sociale) y, en España, Justo Serna y Anaclet Pons (Cómo se escribe la microhistoria. Ensayo sobre Carlo Ginzburg).

## Modelos italianos
- Carlo Ginzburg, en El queso y los gusanos (Il Formaggio e i Vermi, 1976), extrae hasta la última posibilidad de la documentación del proceso inquisitorial a un excéntrico molinero de Friuli llamado Menocchio en el siglo XVI.

- Giovanni Levi, en La herencia inmaterial (L'eredità immateriale, 1985), hace lo propio con la historia de un exorcista piamontés del XVII.

- Piero Camporesi, en El pan salvaje (Il pane selvaggio, 1980), trata a través de hechos aparentemente desconectados y escondidos un tema como la alimentación popular y su vinculación a las drogas, más próximo a la Historia de la vida cotidiana.

- Carlo Cipolla, en ¿Quién rompió las rejas de Montelupo? (Chi ruppe i rastrelli a Montelupo?, 1977), llega a extremos propios de la novela policíaca, en el trasfondo de la amenaza de la peste y las medidas propuestas por la sanidad pública y por la Iglesia.

## Microhistoria en España
Salvando las distancias, para España hay perspectivas de algún modo similares, como la reconstrucción de historias personales durante la guerra civil de Fernando Berlín (Héroes de los dos bandos, 2006), en cierto modo precedida por la novela de Javier Cercas (Soldados de Salamina, 2001) que aunque sea un texto de ficción, realmente se plantea como una aproximación con métodos de la microhistoria a un episodio protagonizado por Rafael Sánchez Mazas. No hay que olvidar que la microhistoria tiene un destacado componente narrativo.  
Para el Antiguo Régimen pueden citarse a Jaime Contreras (Sotos contra Riquelmes); Mantecón Movellán (La muerte de Antonia Isabel Sánchez) donde refleja la sociedad rural del norte español; Testón, Sánchez y Hernández (El buscador de gloria) cuyo protagonista es un hidalgo castellano del siglo XVI en el entorno de la guerra y la magia; el análisis que Ángel Luis Alfaro hace del Memorial de Valverde, un texto del XVII con el que intenta reconstruir la vida cotidiana en la práctica del régimen señorial a través de los agravios que de su loco señor reúne un pueblo cercano a la Corte de los Austrias; los hispanistas Richard L. Kagan (Los sueños de Lucrecia) que trata de la famosa profetisa que asombró a la España del siglo XVI; y James Amelang (El vuelo de Ícaro) que, más extensamente se refiere al asunto típicamente microhistórico de la autobiografía popular en la Europa Moderna. 
Y para la Edad Contemporánea cabe destacar el libro de Miguel Martorell Linares Duelo a muerte en Sevilla que, a partir del análisis del duelo que enfrentó en Sevilla, en 1904, al marqués de Pickman -uno de los propietarios de La Cartuja de Sevilla- y al capitán de la guardia civil, Vicente Paredes Maroto, analiza diversos aspectos de la sociedad española en el tránsito del siglo XIX al XX, como son: el peso del sentido del honor entre las élites liberales; las relaciones entre el poder político, la Iglesia y el ejército; el rol asignado a los distintos géneros en la sociedad liberal; la transición del viejo modelo de empresa familiar a la moderna sociedad anónima; la adquisición de la conciencia de clase o los hábitos y modos de vida de la aristocracia.
Desde un punto de vista histórico-literario, el escritor José Guadalajara ha abordado esta materia en su libro Cien microhistorias de la Historia, en forma de microrrelato. El volumen hace un compendio universal que abarca desde el Homo erectus hasta el siglo XXI.

## Experiencia en Argentina
La primera experiencia de microhistorias en Argentina, se remonta al año 1979, en un formato televisivo de título determinante, Microhistorias del mundo; relatos de Carlos Alberto Aguilar, presentados en forma de historieta, ilustrados por Alberto Breccia, Enrique Breccia, José Luis Salinas y Alberto Salinas, emitidos en las tandas comerciales del Canal 7 de Argentina.
Durante la última dictadura militar argentina, impedido de ejercer su profesión de periodista, Carlos Alberto Aguilar se desempeñaba en ATC como productor ejecutivo de un programa infantil y ante la proximidad del 170° aniversario de la Revolución de Mayo, creyó posible contar historias de Militares buenos –a partir de las biografías de próceres y sucesos argentinos–, en contraposición al gobierno de facto. Para cumplir su objetivo, debió sortear ciertas pautas de la censura impuesta por el COMFER, realizando un ensayo, bajo el criterio y metodología de la microhistoria.
Al finalizar el año 1981, la conjunción del ciclo presentaba una versión diferente de la historia oficial de aquel entonces y una línea editorial inadvertida por el aparato de censura durante las emisiones individuales, habiendo insertado en el contexto de las narraciones, las biografías de Juana Azurduy, Felipe Varela y otras temáticas consideradas inconvenientes, como lo fue también el Martín Fierro o la vida de Jesús de Nazaret. Al concluir la guerra de las Malvinas, Microhistorias del mundo fue quitada de la programación del canal y los episodios emitidos habrían sido borrados entonces.

## Justificación
Desde un punto de vista más general, la microhistoria es una vía para una renovación de la historia: Las corrientes historiográficas principales se han basado generalmente en una concepción macro histórica de los hechos, desde los primeros momentos del estudio de la Historia, con Heródoto (que no obstante se esforzaba también por hacer un mayor estudio y análisis de la sociedad de la época) y desde entonces hasta nuestros días. Habitualmente se han limitado a narrar o interpretar grandes sucesos, procesos, hechos, o personajes históricos, pero sin interpretar desde la pequeña escala las realidades sociales, cambiantes o permanentes, que son la base en torno a la cual gira el desarrollo y el desenvolvimiento de la historia.
Es importante conocer las campañas militares de Jerjes, Alejandro Magno o Napoleón, decidir si llamamos clase u orden a los campesinos franceses del XVII, o cuál fue el crecimiento de la producción de acero en el siglo XIX. Pero nuestra visión quedará tuerta si ignoramos el fundamento vital de los procesos que estabilizaron, cambiaron o revolucionaron las sociedades en cada entorno y época. Sin el estudio concreto de los sucesos individuales (encuadrados y relacionados con su contexto) no se puede entender la verdadera dimensión del desarrollo del conjunto de los sucesos históricos. Es interesante una descripción histórica a gran escala, pero igual de importante es ver cómo se desarrollan las sociedades a través de hechos cotidianos y aparentemente intrascendentes, pero que expresan los desarrollos histórico-sociales de cada momento. Esta sería la realidad profunda de la historia, y por eso es importante la microhistoria.